# Beker van Oekraïne (damesbasketbal)
De Beker van Oekraïne is de hoogste vrouwen basketbal beker competitie van Oekraïne. Het eerste bekertoernooi werd in 1993 gehouden. De eerste jaren werd er gespeeld via een afval toernooi.

## Winnaars van de Beker van Oekraïne
| Jaar | Plaats                                               | Winnaar                                              | Uitslag                                              | Tegenstander                                         |
| ---- | ---------------------------------------------------- | ---------------------------------------------------- | ---------------------------------------------------- | ---------------------------------------------------- |
| 1993 |                                                      | Kozatsjka-ZAlK Zaporizja                             |                                                      |                                                      |
| 1994 |                                                      | Kozatsjka-ZAlK Zaporizja                             |                                                      |                                                      |
| 2007 |                                                      | Kozatsjka-ZAlK Zaporizja                             |                                                      |                                                      |
| 2008 |                                                      | Kozatsjka-ZAlK Zaporizja                             | 83 - 70                                              | ŽBK Dnipro                                           |
| 2009 | Kiev                                                 | Kozatsjka-ZAlK Zaporizja                             | 91 - 90 (OT)                                         | TIM-SKOEF Kiev                                       |
| 2016 | Kiev                                                 | Interchim Sdjoessjor Odessa                          | 87 - 68                                              | Dynamo Kiev                                          |
| 2017 | Kiev                                                 | Avangard Kiev                                        | 83 - 80                                              | TIM-SKOEF Kiev                                       |
| 2018 | Kiev                                                 | Interchim Sdjoessjor Odessa                          | 74 - 66                                              | Kiev Basket                                          |
| 2019 | Kiev                                                 | Dynamo Kiev                                          | 89 - 64                                              | Kiev Basket                                          |
| 2020 | Rivne                                                | BK Rivne                                             | 75 - 68                                              | Sjaika Berdjansk                                     |
| 2021 | Kamjanske                                            | Prometej Kamjanske                                   | 112 - 74                                             | Sjaika Berdjansk                                     |
| 2022 | Kiev                                                 | Boedivelnyk Kiev                                     | 103 - 64                                             | Kiev Basket                                          |
| 2023 | Niet gehouden vanwege Russische invasie van Oekraïne | Niet gehouden vanwege Russische invasie van Oekraïne | Niet gehouden vanwege Russische invasie van Oekraïne | Niet gehouden vanwege Russische invasie van Oekraïne |
| 2024 | Niet gehouden vanwege Russische invasie van Oekraïne | Niet gehouden vanwege Russische invasie van Oekraïne | Niet gehouden vanwege Russische invasie van Oekraïne | Niet gehouden vanwege Russische invasie van Oekraïne |
| 2025 | Ivano-Frankivsk                                      | Kiev Basket                                          | 73 - 72                                              | BK Frankivsk                                         |

## Winnaars aller tijden
| Club                        | Winnaars | Jaar                  |
| --------------------------- | -------- | --------------------- |
| Kozatsjka-ZAlK Zaporizja    | 5        | 1993, 1994, 2007-2009 |
| Interchim Sdjoessjor Odessa | 2        | 2016, 2018            |
| Avangard Kiev               | 1        | 2017                  |
| Dynamo Kiev                 | 1        | 2019                  |
| BK Rivne                    | 1        | 2020                  |
| Prometej Kamjanske          | 1        | 2021                  |
| Boedivelnyk Kiev            | 1        | 2022                  |
| Kiev Basket                 | 1        | 2025                  |